# Valeriana carnosa
Valeriana carnosa es una especie de planta  de la antigua familia Valerianaceae, ahora subfamilia Valerianoideae. Es originaria de la Patagonia.

## Descripción
Planta simple o ramificada, con un tamaño de hasta 60 cm altura. Raíces de 15 x 3 mm, con ramificaciones engrosadas. Tallos hasta 2 cm diámetro, rizomatosos, leñosos. Hojas basales de 6-21 x 3-7 cm, pecioladas, láminas carnosas, obovadas, con gruesos dientes o pequeñas lacinias, glaucas, glutinosas, ensanchadas en la base, con pelos cortos especialmente en su cara interna; pecíolos de 3-12 cm. Hojas superiores de 0,6 - 4,5 cm, sésiles o pecioladas, obovadas, triangulares o lanceoladas, dentadas. Inflorescencias contraídas, terminales o axilares. Brácteas de 3-7 mm. oblongo-lanceoladas, ovadas, enteras. 

## Taxonomía
Valeriana carnosa fue descrita por  James Edward Smith y publicado en Plantarum Icones Hactenus Ineditae 3: 32, tab. 52. 1791.
Etimología
Valeriana: nombre genérico derivado del latín medieval ya sea en referencia a los nombres de Valerio (que era un nombre bastante común en Roma, Publio Valerio Publícola es el nombre de un cónsul en los primeros años de la República), o a la provincia de Valeria, una provincia del imperio romano,  o con la palabra valere, "para estar sano y fuerte" de su uso en la medicina popular para el tratamiento del nerviosismo y la histeria.
carnosa: epíteto latino que hace referencia a la consistencia de sus hojas. 
Sinonimia
- Astrephia carnosa (Sm.) Dufr.
- Fedia carnosa Mirb.
- Oligacoce carnosa Willd. ex Steud.
- Valeriana magellanica Lam.[3]